# Arotes albicinctus
Arotes albicinctus là một loài tò vò trong họ Ichneumonidae.